# Pozsonyi béke (1262)
A pozsonyi békét IV. Béla magyar király és István ifjabb király kötötte Pozsonyban 1262. december 5. előtt, valószínűleg ősszel, az ország területének egymás közötti megosztásáról. A feltételeket pontokba foglalják, ezzel intézményesült az ifjabb királyság intézménye. A szerződést később még háromszor kibővítették és megerősítették.

## A szerződés körülményei és pontjai
IV. Béla és az 1246 óta szintén megkoronázott (V.) István között 1262 elején éleződtek ki az ellentétek annyira, hogy mindketten fegyverkezni kezdtek egymás ellen. A fegyveres összecsapás elkerülése végett Türje nembeli Fülöp esztergomi érsek – Béla kancellárja – és Smaragd kalocsai érsek – István kancellárja – közvetített közöttük és a békét 1262-ben, valamikor december 5. előtt kötötték.
Az országot megosztották egymás között, keleti része István kormányzása alá került, aki felvette a „Magyarország ifjabb királya” (iunior rex Hungariae) címet. Az ország nyugati az „idősebb király” (rex senior) Béla kezén maradt. A két országrész határa a Duna, valamint Nógrád, Gömör, Újvár és Sáros vármegyék nyugati határa lett. A keleti országrész sójövedelmeinek fele továbbra is Bélát illette. Béla megígérte, hogy István várat kap és hogy nem csábítja el tőle a kunokat. István felvette a „kunok ura” (dominus Cumanorum) címet. Mindketten vállalták, hogy visszaadják az egymás híveitől elkobzott birtokokat.

## A szerződés bővítései és megerősítései

### A poroszlói gyűlés
1262. december 5-én a Heves vármegyei Poroszlón István ifjabb király kibővítette a pozsonyi béke pontjait és esküt tett megtartásukra. Elismerte, hogy ígért várként megkapta Fülek várát. Megesküdött, hogy apja, Béla király és testvére, Béla herceg híveit nem háborgatja, azok váraikat és birtokaikat az ő területén is megtarthatják, az egyházak, bárók és szerviensek (nemesek) kiváltságaikat megtarthatják. Megígérte, hogy apjának pedig segítséget nyújt ellenfeleivel szemben. A békeszerződés megszegőit a két érsek, a két kancellár egyházi büntetéssel sújthatta.

### A szakali kiegészítés
1263. május 3-án a Nógrád megyei Szakal monostorában a megállapodást ismét megerősítették. Más nézet szerint mindez a Szabolcs vármegyei Szakoly klastromában történt.
István kérte a Szentszéket, hogy erősítse meg a békeszerződést, és hatalmazza fel a két érseket a megszegők egyházi fenyítékkel sújtására. Megfogadta, hogy nem ad hitelt a besúgók szavainak, a hozzá menekült bűnösöket kiadja apjának, nem vezet hadat apja és hívei, vagy azok birtokai ellen és ugyanezt várja el viszonzásul.
1263. augusztus 3-án IV. Béla király a Zólyom vármegyei Lipcsében megesküdött Velasco minorita szerzetes, IV. Orbán pápa küldötte előtt, hogy megtartja a békeszerződést.

### A Nyulak szigeti békeegyezmény
Az 1265-ben V. István által megnyert isaszegi csata után 1266. március 23-án a Nyulak szigetén erősítették meg újra a békeszerződést. Fülöp esztergomi érsek előtt Béla és István megesküdtek arra, hogy a korábbi pontokon túl az egymás hívei közötti pereket a rögzített elvek szerint viszik végbe, egymás népeitől nem szednek adót, nem kötelezik őket szállítási és várépítési munkára. Nem kötelezik őket szállásadásra csak az ellenérték megfizetése ellenében, báróik pedig kétszeres árat kötelesek fizetni. Egymás híveit nem csábítják el, de lehetővé teszik a parasztok szabad költözködését. Az egyezményt a neki küldött oklevél alapján június 22-én IV. Kelemen pápa is megerősítette.